# Pascal Rakotomavo
Pascal Joseph Rakotomavo, född 1 april 1934 i Antananarivo, Madagaskar, död 14 december 2010 i Saint-Pierre, Frankrike, var Madagaskars premiärminister från den 21 februari 1997 till den 23 juli 1998.